# Domen Novak (kolesar)
Domen Novak slovenski kolesar, * 12. julij 1995, Slovenija.
Domen Novak je profesionalni cestni kolesar, ki je v sezoni 2020 član WorldTour ekipe Bahrain McLaren.
Novak je doma iz  Dolenje vasi in je začel trenirati pri Kolesarskem klubu Adria Mobil. V mladinski kategoriji je osvojil naslov državnega prvaka 2013 in tekmoval na svetovnem prvenstvu (odstopil) ter evropskem prvenstvu (8. mesto).
Pri 18 letih, v sezoni 2014, se je priključil članski ekipi Adria Mobil. V prvi sezoni med člani je vidnejši rezultat osvojitev majice za najboljšega mladega kolesarja na Sibiu Cycling Touru. Tekmoval je na dirki mlajših članov na svetovnem prvenstvu - 98. mesto - in etapni dirki Tour de l'Avenir - skupno 24. mesto. 
V sezoni 2015 je bil najboljši mladi kolesar (bela majica) na Dirki po Sloveniji, v isti kategoriji pa je bil tudi drugi na dirki Settimana Internazionale Coppi e Bartali in osmi na Dirki po Hrvaški. Drugič je nastopil na Tour de l'Avenir in dosegel 15. mesto.
Tretjo sezono v dresu Adrie Mobil je začel s tretjim mestom na dirki GP Laguna Poreč. Drugič nastopil na Dirki po Hrvaški in osvojil majico najboljšega mladega kolesarja in ponovil dobro vožnjo na Učko (8. mesto v 4. etapi) ter končno kot skupno šesti. Majico za najboljšega mladega kolesarja je zopet dobil na naslednji dirki CCC Tour, Poljska in še za najboljšega v vzponih. Tretjo majico dobil na dirki Tour of Malopolska.
Jeseni 2016 je z Davidom Perom iz Adrie Mobil prestopil v WorldTour konkurenco in podpisal za ekipo Bahrain Merida (od 2020 Bahrain McLaren) s sedežom v Bahrajnu. Prve nastope v dresu Bahrain Meride nosil na februarskih dirkah v Španiji (Murcia, Almeria, dirka po Andaluziji, v marcu dirka po Kataloniji) in Belgiji. Večji uspeh je dosegel z osvojitvijo bele majice na Dirki po Japonski. V sezoni 2017 je debitiral na tritedenski dirki po Španiji (Vuelta). V ekipi je opravljal nalogo pomočnika kapetanu Vincenzu Nibaliju, zato je končal dirko na 105. mestu. V zaključku sezone se je prvič preizkusil na klasiki Il Lombardia, a je ni dokončal.
Sezono 2018 je večinoma štartal na več etapnih dirkah. V spomladanskem delu sezone na dirki po Valenciji, Abu Dabiju, Kataloniji, Hrvaški in drugič tudi na tritedenski dirki po Italiji (Giro), kjer je bil pomočnik Domeniccu Pozzovivu. Nadaljeval pa na Dirki po Sloveniji (in nagradi mesta Lugano) in zaključil z 2. mestom na državnem prvenstvu. Po enomesečnem počitku je tekmoval na Dirki po Poljski in enodnevnih dirkah po Italiji, prvič nastopil med člani na svetovnem prvenstvu v Innsbrucku (Avstrija), sicer kot pomočnik Rogliču - na dirki odstopil. Zaključil sezono na etapni dirki po Turčiji.
Leto 2019 začel sredi februarja v Omanu in nadaljeval marca na dirki Pariz-Nica. V tretji etapi je padel in si izpahnil ključnico. Po trimesečnem okrevanju nastopil 9. junija na VN mesta Lugana in dirki po Sloveniji. Na državnem prvenstvu je zmagal (kar je tudi prva zmaga Novaka med člani). Nastopil je še na dirki po Poljski in Adriatica Ionicana. Avgusta 2019 je drugič nastopil na Vuelti, kjer je vozil kot pomočnik Marku Padunu. 28. septembra je podaljšal pogodbo z Bahrain Merdino za dve sezoni.  Jeseni je odlično nastopil na dirki po Hrvaški (CRO Race) in dosegel 5. mesto na kraljevski etapi na Platak, kar je bila tudi končna uvrstitev na dirki.  V Italiji nastopil na dirki Milano-Torino (61.mesto) in Il Lombardia (odstopil) in na Japan Cupu.

## Uspehi
2013
 Slovenski državni prvak v cestna dirki - Mladinci
8. mesto, Evropsko prvenstvo, Olomouc, Češka - Mladinci
2014
 Sibiu Cycling Tour, Najboljši mladi kolesar (do 23 let)
 Slovenski državni prvak v cestni dirki - Mlajši člani
2015
 Dirka po Sloveniji, Najboljši mladi kolesar (do 23 let)
10. mesto, Giro del Belvedere
2016
CCC Tour - Szlakiem Grodów Piastowskich
 Vodilni na gorskih ciljih
Najboljši mladi kolesar
3. mesto Skupno, Tour of Malopolska
Najboljši mladi kolesar
3. mesto, VN Laguna Poreč
6. mesto Skupno, Dirka po Hrvaški
 Najboljši mladi kolesar
2017
7. mesto Skupno, Dirka po Japonski
 Najboljši mladi kolesar
2018
2. mesto, Državno prvenstvo v cestni dirki
10. mesto, Skupno, Dirka po Hrvaški
2019
 Državni prvak v cestni dirki
5. mesto, Skupno, Dirka po Hrvaški (CRO Race)
2020
5. mesto, Državno prvenstvo v cestni dirki
6. mesto, Državno prvenstvo v kronometru
2021
10. mesto, Državno prvenstvo v cestni dirki
2022
3. mesto, Skupno, Dirka po Sloveniji

## Rezultati

### Tritedenske etapne dirke
| Od   | Grand Tour        | 2014 | 2015 | 2016 | 2017 | 2018 | 2019 | 2020 | 2021 | 2022 | 2023 | 2024 | 2025 |
| ---- | ----------------- | ---- | ---- | ---- | ---- | ---- | ---- | ---- | ---- | ---- | ---- | ---- | ---- |
| 1909 | Dirka po Italiji  | —    | —    | —    | —    | 101  | —    | 59   | —    | 31   | —    | 67   | —    |
| 1903 | Dirka po Franciji | —    | —    | —    | —    | —    | —    | —    | —    | —    | —    | —    | —    |
| 1935 | Dirka po Španiji  | —    | —    | —    | 105  | —    | 123  | —    | —    | —    | 138  | —    |      |

### Velike enotedenske etapne dirke
| Od   | Dirka               | 2014 | 2015 | 2016 | 2017 | 2018 | 2019 | 2020 | 2021 | 2022 | 2023 |
| ---- | ------------------- | ---- | ---- | ---- | ---- | ---- | ---- | ---- | ---- | ---- | ---- |
| 1933 | Pariz–Nica          | —    | —    | —    | —    | —    | —    | DNF  | —    | DNF  | 77   |
| 1966 | Tirreno–Adriatico   | —    | —    | —    | —    | —    | —    | —    | —    | —    | —    |
| 1911 | Dirka po Kataloniji | —    | —    | —    | DNF  | 118  | —    | NH   | DNS  | —    | —    |
| 1924 | Dirka po Baskiji    | —    | —    | —    | —    | —    | —    | NH   | —    | 43   | 98   |
| 1947 | Dirka po Romandiji  | —    | —    | —    | —    | —    | —    | NH   | —    | —    | —    |
| 1947 | Dirka po Dofineji   | —    | —    | —    | —    | —    | —    | —    | —    | —    | —    |
| 1933 | Dirka po Švici      | —    | —    | —    | —    | —    | —    | NH   | 101  | —    | 82   |

### Enodnevne dirke
| Od   | Spomeniki             | 2014 | 2015 | 2016 | 2017 | 2018 | 2019 | 2020 | 2021 | 2022 | 2023 |
| ---- | --------------------- | ---- | ---- | ---- | ---- | ---- | ---- | ---- | ---- | ---- | ---- |
| 1907 | Milano–San Remo       | —    | —    | —    | —    | —    | —    | —    | —    | —    | 163  |
| 1913 | Dirka po Flandriji    | —    | —    | —    | —    | —    | —    | —    | —    | —    | —    |
| 1896 | Pariz–Roubaix         | —    | —    | —    | —    | —    | —    | NH   | —    | —    | —    |
| 1892 | Liège–Bastogne–Liège  | —    | —    | —    | —    | —    | —    | —    | —    | —    | —    |
| 1905 | Dirka po Lombardiji   | —    | —    | —    | DNF  | —    | DNF  | DNF  | 71   | —    | —    |
| Od   | Klasike               | 2014 | 2015 | 2016 | 2017 | 2018 | 2019 | 2020 | 2021 | 2022 | 2023 |
| 1945 | Omloop Het Nieuwsblad | —    | —    | —    | DNF  | —    | —    | —    | —    | —    | —    |
| 1946 | Kuurne–Bruselj–Kuurne | —    | —    | —    | DNF  | —    | —    | —    | —    | —    | —    |
| 2007 | Strade Bianche        | —    | —    | —    | DNF  | —    | —    | DNF  | DNF  | —    | —    |
| 1876 | Milano–Torino         | —    | —    | —    | DNF  | —    | 61   | —    | —    | —    | —    |
| 1981 | Klasika San Sebastián | —    | —    | —    | —    | —    | —    | NH   | DNF  | —    | 76   |
| 1909 | Dirka po Emiliji      | —    | —    | —    | —    | —    | —    | DNF  | —    | —    | —    |
| 1919 | Tri doline Vareseja   | —    | —    | —    | DNF  | —    | —    | NH   | —    | —    | —    |
| 1906 | Gran Piemonte         | —    | —    | —    | —    | —    | —    | —    | 133  | —    | —    |

### Domača dirka
| Od   | Dirka              | 2014 | 2015 | 2016 | 2017 | 2018 | 2019 | 2020 | 2021 | 2022 | 2023 |
| ---- | ------------------ | ---- | ---- | ---- | ---- | ---- | ---- | ---- | ---- | ---- | ---- |
| 1993 | Dirka po Sloveniji | 37   | 16   | DNF  | 17   | 36   | 24   | NH   | —    | 3    | 29   |

### Reprezentanca
| Od   | Olimpijske igre    | Olimpijske igre    | 2014    | 2015    | 2016 | 2017    | 2018    | 2019    | 2020    | 2021 | 2022 | 2023 |
| ---- | ------------------ | ------------------ | ------- | ------- | ---- | ------- | ------- | ------- | ------- | ---- | ---- | ---- |
| 1896 |                    | Cestna dirka       | Ni bilo | Ni bilo | —    | Ni bilo | Ni bilo | Ni bilo | Ni bilo | —    | NH   | NH   |
| 1912 | Kronometer         | —                  | Ni bilo | Ni bilo | —    | Ni bilo | Ni bilo | Ni bilo | Ni bilo |      | NH   | NH   |
| Od   | Svetovno prvenstvo | Svetovno prvenstvo | 2014    | 2015    | 2016 | 2017    | 2018    | 2019    | 2020    | 2021 | 2022 | 2023 |
| 1927 |                    | Cestna dirka       | —       | —       | —    | —       | DNF     | —       | DNF     | DNF  | DNF  | DNF  |
| 1994 | Kronometer         | —                  | —       | —       | —    | —       | —       | —       | —       | —    | —    |      |
| Od   | Evropsko prvenstvo | Evropsko prvenstvo | 2014    | 2015    | 2016 | 2017    | 2018    | 2019    | 2020    | 2021 | 2022 | 2023 |
| 2016 |                    | Cestna dirka       | —       | —       | —    | —       | —       | —       | —       | DNF  | DNF  | —    |
| 2016 | Kronometer         | —                  | —       | —       | —    | —       | —       | —       | —       | —    | —    |      |
| Od   | Državno prvenstvo  | Državno prvenstvo  | 2014    | 2015    | 2016 | 2017    | 2018    | 2019    | 2020    | 2021 | 2022 | 2023 |
| 1991 |                    | Cestna dirka       | 17      | DNF     | 11   | —       | 2       | 1       | 5       | 10   | 5    | 7    |
| 1991 | Kronometer         | —                  | —       | —       | —    | —       | —       | 6       | —       | —    | —    |      |